# Flanel

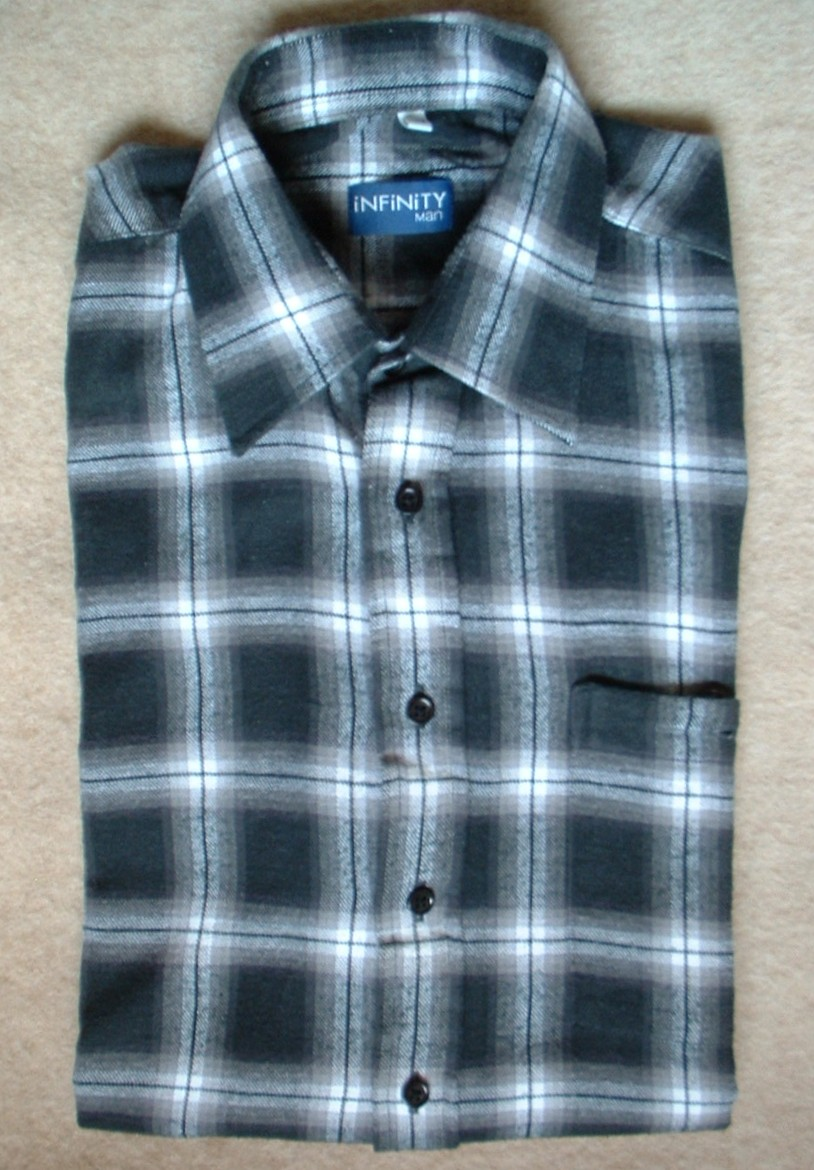
Jellegzetes flaneling

A flanel – vagy más írásmóddal flanell – egyik vagy mindkét oldalán bolyhozott, puha fogású pamut-, viszkóz- vagy gyapjúszövet, amiből ingeket, hálóruházatot, felsőruházati cikkeket, valamint ágyneműt és takarókat készítenek.
A szó eredete bizonytalan, valószínűleg Walesből származik, ahol a 16. században már gyártották és innen terjedhetett el a 17. és 18. század folyamán Franciaországban és Németországban, majd egész Európában, a 19. században pedig az Amerikai Egyesült Államokban is.
A pamutflanel finom, gyűrűs- vagy turbinás fonású pamut-, vagy pamut/viszkóz keverékű fonalból készül, leggyakrabban vászon-, ritkábban köperkötésben. (Az előbbi stabilabb szerkezetű, az utóbbi puhább fogású.) Simulékony, bolyhozott felülete folytán jó nedvszívó képességű és – könnyű súlya ellenére – melegtartó.
A gyapjúflanel elsősorban felsőruha-anyag. Bolyhfelülete viszonylag hosszú szálakból áll. Fésült fonalakból vékonyabb, nyújtott fonalakból vastagabb változatát készítik.